# Eurico
Eurico Pedro de Faria (ur. 3 kwietnia 1948 w Uberlândii) – piłkarz brazylijski, występujący podczas kariery na pozycji prawego obrońcy.

## Kariera klubowa
Eurico swoją piłkarską karierę rozpoczął w klubie Botafogo Ribeirão Preto w 1967. W latach 1967–1976 był zawodnikiem SE Palmeiras. Z Palmeiras dwukrotnie zdobył mistrzostwo Brazylii w 1972 i 1973 oraz trzykrotnie mistrzostwo stanu São Paulo – Campeonato Paulista w 1972, 1974 i 1976. W barwach Palmeiras zadebiutował 8 sierpnia 1971 w wygranym 1-0 derbowym meczu ze Portuguesą São Paulo zadebiutował w lidze brazylijskiej. Ogółem w barwach Palmeiras rozegrał 467 spotkań, w których strzelił 4 bramki.
Ostatnim klubem w karierze Eurico było Grêmio Porto Alegre, w którym zakończył karierę w 1980. Z Grêmio trzykrotnie zdobył mistrzostwo stanu Rio Grande do Sul – Campeonato Gaúcho w 1977, 1979 i 1980. 
W barwach Grêmio 23 marca 1980 w przegranym 0-1 meczu z Atlético Goianiense Eurico po raz ostatni wystąpił w lidze. Ogółem w latach 1971–1978 rozegrał w lidze 190 spotkań, w których strzelił 6 bramek.

## Kariera reprezentacyjna
Eurico w reprezentacji Brazylii zadebiutował 18 lipca 1971 w zremisowanym 2-2 towarzyskim meczu z reprezentacją Jugosławii. Drugi i ostatni raz w reprezentacji Eurico wystąpił 31 lipca 1971 w wygranym 2-0 towarzyskim meczu z reprezentacją Argentyny, którego stawką było Copa Julio Roca 1971.
| Mecze i gole w reprezentacji | Mecze i gole w reprezentacji | Mecze i gole w reprezentacji | Mecze i gole w reprezentacji | Mecze i gole w reprezentacji | Mecze i gole w reprezentacji | Mecze i gole w reprezentacji |
| #                            | Data                         | Miasto                       | Przeciwnik                   | Gol                          | Wynik                        | Rozgrywki                    |
| ---------------------------- | ---------------------------- | ---------------------------- | ---------------------------- | ---------------------------- | ---------------------------- | ---------------------------- |
| 1.                           | 18.07.1971                   | Rio de Janeiro               | Jugosławia                   |                              | 2:2                          | towarzyski                   |
| 2.                           | 31.07.1971                   | Rio de Janeiro               | Argentyna                    |                              | 2:0                          | Copa Roca                    |